# Idaea brauneata
Idaea brauneata är en fjärilsart som beskrevs av Louis W. Swett 1913. Idaea brauneata ingår i släktet Idaea och familjen mätare. Inga underarter finns listade i Catalogue of Life.